# فرودگاه فرنچ فریگیت شوالز
فرودگاه فرنچ فریگیت شوالز (به انگلیسی: French Frigate Shoals Airport) یک فرودگاه خصوصی است که یک باند فرود مرجان دارد و طول باند آن ۹۱۴ متر است. این فرودگاه در کشور ایالات متحده آمریکا قرار دارد و در ارتفاع ۲ متری از سطح دریا واقع شده است.